# 100 meter bröstsim för herrar i simning vid olympiska sommarspelen 2024
Herrarnas 100 meter bröstsim vid olympiska sommarspelen 2024 avgjordes mellan den 27 och 28 juli 2024 i Paris La Défense Arena.

## Rekord
Före tävlingarna gällde dessa rekord:
| Världsrekord     | Adam Peaty (GBR) | 56,88 | Gwangju, Sydkorea         | 21 juli 2019   |
| Olympiskt rekord | Adam Peaty (GBR) | 57,13 | Rio de Janeiro, Brasilien | 7 augusti 2016 |

## Schema
Alla tiderna är UTC+2.
| Datum        | Tid   | Omgång      |
| ------------ | ----- | ----------- |
| 27 juli 2024 | 11:30 | Försöksheat |
| 27 juli 2024 | 21:12 | Semifinaler |
| 28 juli 2024 | 21:44 | Final       |

## Resultat

### Försöksheat
Simmarna med de 16 bästa tiderna gick vidare till semifinalerna.
| Placering | Heat | Bana | Simmare                | Nation                          | Tid     | Noteringar |
| --------- | ---- | ---- | ---------------------- | ------------------------------- | ------- | ---------- |
| 1         | 3    | 6    | Caspar Corbeau         | Nederländerna                   | 59,04   | 0Q0        |
| 2         | 4    | 4    | Adam Peaty             | Storbritannien                  | 59,18   | 0Q0        |
| 3         | 4    | 7    | Ilja Sjymanovitj       | Individuella neutrala idrottare | 59,25   | 0Q0        |
| 4         | 4    | 5    | Nicolò Martinenghi     | Italien                         | 59,39   | 0Q0        |
| 4         | 5    | 5    | Arno Kamminga          | Nederländerna                   | 59,39   | 0Q0        |
| 6         | 4    | 1    | James Wilby            | Storbritannien                  | 59,40   | 0Q0        |
| 7         | 5    | 6    | Melvin Imoudu          | Tyskland                        | 59,49   | 0Q0        |
| 8         | 4    | 3    | Lucas Matzerath        | Tyskland                        | 59,52   | 0Q0        |
| 9         | 5    | 4    | Qin Haiyang            | Kina                            | 59,58   | 0Q0        |
| 10        | 3    | 4    | Nic Fink               | USA                             | 59,66   | 0Q0        |
| 11        | 4    | 8    | Bernhard Reitshammer   | Österrike                       | 59,68   | 0Q0        |
| 12        | 3    | 1    | Joshua Yong            | Australien                      | 59,75   | 0Q0        |
| 13        | 3    | 5    | Jevgenij Somov         | Individuella neutrala idrottare | 59,83   | 0Q0        |
| 14        | 4    | 6    | Charlie Swanson        | USA                             | 59,92   | 0Q0        |
| 15        | 3    | 2    | Ludovico Viberti       | Italien                         | 59,93   | 0Q0        |
| 16        | 3    | 8    | Ron Polonsky           | Israel                          | 1.00,00 | 0Q0, 0NR0  |
| 17        | 5    | 3    | Sun Jiajun             | Kina                            | 1.00,11 |            |
| 18        | 5    | 7    | Choi Dong-yeol         | Sydkorea                        | 1.00,17 |            |
| 19        | 3    | 7    | Taku Taniguchi         | Japan                           | 1.00,20 |            |
| 20        | 4    | 2    | Andrius Šidlauskas     | Litauen                         | 1.00,29 |            |
| 21        | 5    | 2    | Berkay Ömer Öğretir    | Turkiet                         | 1.00,36 |            |
| 22        | 5    | 8    | Jan Kałusowski         | Polen                           | 1.00,40 |            |
| 23        | 5    | 1    | Denis Petrashov        | Kirgizistan                     | 1.00,42 |            |
| 24        | 3    | 3    | Sam Williamson         | Australien                      | 1.00,50 |            |
| 25        | 2    | 5    | Anton McKee            | Island                          | 1.00,62 |            |
| 26        | 2    | 6    | Jadon Wuilliez         | Antigua och Barbuda             | 1.02,70 |            |
| 27        | 2    | 2    | Adrian Robinson        | Botswana                        | 1.02,79 |            |
| 28        | 2    | 3    | Alexandre Grand'Pierre | Haiti                           | 1.02,85 |            |
| 29        | 2    | 1    | Tasi Limtiaco          | Mikronesiska federationen       | 1.04,14 |            |
| 30        | 2    | 8    | Abdulaziz Al-Obaidly   | Qatar                           | 1.04,31 |            |
| 31        | 1    | 4    | Steven Insixiengmay    | Laos                            | 1.04,64 |            |
| 32        | 1    | 3    | Matthew Lawrence       | Moçambique                      | 1.04,95 |            |
| 33        | 2    | 7    | Jonathan Raharvel      | Madagaskar                      | 1.05,20 |            |
| 34        | 1    | 5    | Micah Masei            | Amerikanska Samoa               | 1.05,95 |            |
| 35        | 1    | 6    | Chadd Ning             | Swaziland                       | 1.09,85 |            |
| 36        | 2    | 4    | Miguel de Lara         | Mexiko                          | 0DSQ0   |            |

### Semifinaler
Simmarna med de 8 bästa tiderna gick vidare till final.
| Placering | Heat | Bana | Simmare              | Nation                          | Tid     | Noteringar |
| --------- | ---- | ---- | -------------------- | ------------------------------- | ------- | ---------- |
| 1         | 1    | 4    | Adam Peaty           | Storbritannien                  | 58,86   | 0Q0        |
| 2         | 2    | 2    | Qin Haiyang          | Kina                            | 58,93   | 0Q0        |
| 3         | 2    | 3    | Arno Kamminga        | Nederländerna                   | 59,12   | 0Q0        |
| 4         | 1    | 2    | Nic Fink             | USA                             | 59,16   | 0Q0        |
| 5         | 2    | 4    | Caspar Corbeau       | Nederländerna                   | 59,24   | 0Q0        |
| 6         | 1    | 5    | Nicolò Martinenghi   | Italien                         | 59,28   | 0Q0        |
| 7         | 1    | 6    | Lucas Matzerath      | Tyskland                        | 59,31   | 0Q0        |
| 8         | 2    | 6    | Melvin Imoudu        | Tyskland                        | 59,38   | QSO        |
| 8         | 2    | 8    | Ludovico Viberti     | Italien                         | 59,38   | QSO        |
| 10        | 2    | 5    | Ilja Sjymanovitj     | Individuella neutrala idrottare | 59,45   |            |
| 11        | 1    | 3    | James Wilby          | Storbritannien                  | 59,49   |            |
| 12        | 1    | 7    | Joshua Yong          | Australien                      | 59,64   |            |
| 13        | 2    | 1    | Jevgenij Somov       | Individuella neutrala idrottare | 1.00,00 |            |
| 14        | 1    | 1    | Charlie Swanson      | USA                             | 1.00,16 |            |
| 15        | 2    | 7    | Bernhard Reitshammer | Österrike                       | 1.00,18 |            |
| 16        | 1    | 8    | Ron Polonsky         | Israel                          | 1.00,37 |            |

Omsimning
| Placering | Bana | Simmare          | Nation   | Tid   | Noteringar |
| --------- | ---- | ---------------- | -------- | ----- | ---------- |
| 1         | 4    | Melvin Imoudu    | Tyskland | 59,69 | 0Q0        |
| 2         | 5    | Ludovico Viberti | Italien  | 59,90 |            |

### Final
| Placering | Bana | Simmare            | Nation         | Tid   | Noteringar |
| --------- | ---- | ------------------ | -------------- | ----- | ---------- |
| 1         | 7    | Nicolò Martinenghi | Italien        | 59,03 |            |
| 2         | 4    | Adam Peaty         | Storbritannien | 59,05 |            |
| 2         | 6    | Nic Fink           | USA            | 59,05 |            |
| 4         | 8    | Melvin Imoudu      | Tyskland       | 59,11 |            |
| 5         | 1    | Lucas Matzerath    | Tyskland       | 59,30 |            |
| 6         | 3    | Arno Kamminga      | Nederländerna  | 59,32 |            |
| 7         | 5    | Qin Haiyang        | Kina           | 59,50 |            |
| 8         | 2    | Caspar Corbeau     | Nederländerna  | 59,98 |            |